# Hypalocletodes salomonis
Hypalocletodes salomonis är en kräftdjursart som beskrevs av Por 1967. Hypalocletodes salomonis ingår i släktet Hypalocletodes och familjen Argestidae. Inga underarter finns listade i Catalogue of Life.